# Senaat van de Filipijnen
De Filipijnse Senaat is een van de twee kamers van het Filipijns Congres. De andere kamer is het Filipijns Huis van Afgevaardigden. De Filipijnse Senaat bestaat uit 24 landelijk gekozen senatoren die geen specifiek district vertegenwoordigen.
De senatoren worden gekozen voor een termijn van zes jaar. Elke drie jaar zijn 12 van de 24 senatorenzetels herkiesbaar.

## Geschiedenis van het Filipijns Senaat

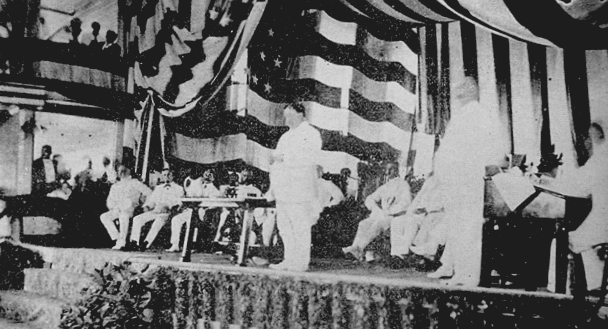
Gouverneur-generaal Taft spreekt de Filipijnse Assemblee toe bij de inaugurele sessie (1907)

Gedurende de koloniale periode onder Spaans bewind bestond er geen parlement in de Filipijnen. De kolonie werd bestuurd door de Spaanse gouverneur-generaal en de inwoners van de Filipijnen hadden geen invloed daarin. Nadat de Filipijnen in 1898 door de Vrede van Parijs in Amerikaanse handen overgingen veranderde deze situatie langzamerhand enigszins. Ook als Amerikaanse kolonie werd de eilandengroep bestuurd door een gouverneur-generaal, maar verloop van tijd werden leden van de Filipijnse elite benoemd op meer of minder invloedrijke posities. In 1901 werd de Philippine Commission opgericht. Dit orgaan had van 1902 tot 1907 de uitvoerende en een beperkte wetgevende macht. De belangrijkste positie werden ingenomen door Amerikanen, maar werden ook enkele Filipino's benoemd, zoals Trinidad Pardo de Tavera.
In 1907 werd de Filipijnse Assemblee opgericht als een soort Tweede Kamer, waarna (het wetgevende deel van) de Philippine Commission voortaan fungeerde als 1e kamer van de wetgevende macht. Dit orgaan werd daarmee de voorloper van de Senaat. In 1916 nam het Amerikaans Congres de Jones Law aan. De Jones Law voorzag onder andere in de opheffing van de Philippine Commission en de Assemblee en de oprichting van een Senaat en Huis van Afgevaardigden. Kort na de ondertekening van de wet door president Wilson op 29 augustus 1916 werden de eerste verkiezingen voor de twee kamers van het Filipijns Congres gehouden. De verkiezingen voor de Senaat werden gedomineerd door de Nacionalista Party. Senator Manuel Quezon werd daarop door zijn collega's in de Senaat gekozen tot eerste president van de Filipijnse Senaat.
In 1934 werd de Tydings-McDuffie Act door zowel het Amerikaanse als het Filipijnse Congres goedgekeurd en ondertekend door de Amerikaanse president Franklin D. Roosevelt. Deze wet voorzag in meer autonomie voor de Filipijnen, die vanaf dat moment de status van een gemenebest verkregen. Een Constitutionele Conventie stelde een Filipijnse Grondwet vast, waarna het Huis van Afgevaardigden en de Senaat werden opgeheven en vervangen door de eenkamerige Nationale Assemblee. Voormalig senaatspresident Manuel Quezon werd gekozen tot president van het Gemenebest van de Filipijnen.
De keus voor een eenkamerig parlement was met name het gevolg van het feit dat voorstanders van een tweekamerig parlement verdeeld waren over de vraag of de leden van de Senaat regionaal of landelijk verkozen dienden te worden. De Constitutionele Conventie maakte daarop de keus voor een eenkamerige Nationale Assemblee. Manuel Quezon was in die periode in de Verenigde Staten. Na terugkomst wilde hij dat men er opnieuw over zou gaan praten. Dit werd echter in verband met tijdsgebrek niet gedaan. Enkele jaren later kreeg hij echter alsnog zijn zin toen in 1940 de Grondwet werd aangepast door een amendement. De Eenkamerige Nationale Assemblee werd daarbij weer opgeheven en vervangen door een tweekamerig Congres met de Senaat als 1e kamer.
In 1972 werd het Filipijns Congres inclusief de Senaat door president Ferdinand Marcos ontbonden. In de nieuwe Filipijnse Grondwet uit 1973 werd vervolgens gekozen voor een eenkamerig parlement. Pas in 1978 werd daarop een interim Batasang Pambansa opgericht. Van 1984 tot 1986 werd het parlement gevormd door het reguliere Batasang Pambansa. Na de val van Marcos tijdens de EDSA-revolutie in 1986 werd onder diens opvolger Corazon Aquino gewerkt aan het herstel van de democratie. In 1987 werd in de nieuwe Grondwet opnieuw een keus gemaakt voor een tweekamerig parlement en keerde de Senaat dus weer terug. Nog datzelfde jaar werden bij de verkiezingen van 1987 de vierentwintig senatoren gekozen. Bij de eerstvolgende verkiezingen in 1992 waren opnieuw alle 24 senaatszetels verkiesbaar. De twaalf kandidaten met de meeste stemmen werden toen voor een termijn van zes jaar gekozen en de twaalf overige kandidaten voor een termijn van drie jaar. Sindsdien zijn er elke drie jaar verkiezingen waarbij telkens twaalf senatoren voor een termijn van zes jaar worden gekozen.

## Functies

### Wetgevende functie
In de Filipijnen wordt de wetgevende macht gevormd door het Filipijns Congres. Het Congres bestaande uit de Senaat en het Filipijns Huis van Afgevaardigden heeft het alleenrecht op het maken, amenderen en herroepen van wetgeving. De belangrijkste functie van de Senaat is dan ook haar wetgevende functie. Het Congres mag echter een deel van haar wetgevende macht delegeren aan agentschappen binnen de uitvoerende macht. Het Congres mag echter geen wetgevende macht aan de rechterlijke macht delegeren. Andersom mag de rechterlijke macht ook de wetgevende macht niet inperken. Ondanks het feit dat de wetgevende macht van de Senaat en het Huis van Afgevaardigden berust, wordt ongeveer 80% van de wetgeving in de Filipijnen geïnitieerd door de president. Dit heeft te maken met het feit dat uitvoerende macht als organisatie veel beter is ingericht voor het maken van beleid en daarnaast meer toegang heeft tot specialistisch advies en informatie.

### Vertegenwoordigende functie
Naast de wetgevende functie heeft de Senaat ook een vertegenwoordigende functie. De senatoren zijn door de Filipijnse stemgerechtigden gekozen en als zodanig dus de vertegenwoordigers van de op hen stemmende kiezers. Hoewel de meeste senatoren wel lid zijn van een politieke partij of coalitie, worden ze op persoonlijke titel verkozen in de Senaat. Een senator kan derhalve in de Senaat autonoom handelen en voor of tegen wetsvoorstellen stemmen op basis van eigen afwegingen. Men is daarbij dus niet gebonden aan een partijlijn zoals bijvoorbeeld in Nederland het geval is, waar alle leden van dezelfde partij bij stemmingen normaal gesproken een lijn trekken op basis van gemaakte afspraken en de ideologie van die partij.

### Toezichthoudende functie
De Senaat heeft als onderdeel van het Filipijns Congres een controlerende functie op de uitvoerende macht. Leden van de Senaat kunnen deze toezichthoudende functie uitoefenen door het organiseren van hoorzittingen in de diverse Senaatscommissies naar aanleiding van een voorliggend wetsvoorstel. Dergelijke hoorzittingen worden door senatoren in de Filipijnen vaak gebruikt voor andere doeleinden dan in de Filipijnse Grondwet bedoeld is en veranderen veelal in televisiespektakels waarin senatoren en andere belanghebbenden voor hun eigen (politieke) agenda misbruik maken van de aanwezigheid van de televisiecamera's. Daarnaast kunnen senatoren ook gebruikmaken van hun recht van interpellatie. Middels dat recht van interpellatie kunnen ministers ter verantwoording worden geroepen door het stellen van vragen over onderwerpen aangaande het ministerie waar de betreffende minister verantwoordelijkheid voor draagt. Het stellen van schriftelijke vragen komt in de Filipijnen niet veel voor. Veel vaker worden mondelinge vragen gesteld. Ook dergelijke mondelinge ondervragingen dienen veelal een publicitair belang.

### Opleidende functie
Het Filipijns Congres en dan met name de Senaat, heeft tevens een opleidende functie voor politici die een hoger ambt nastreven. Veel van de politici die werden verkozen tot president van de Filipijnen waren voor hun verkiezing eerst enige jaren lid van de Senaat. De uitzonderingen hierop waren de presidenten Ramon Magsaysay, Diosdado Macapagal, Corazon Aquino en Fidel Ramos.

## Leden en verkiezingen
De senaat bestaat uit 24 leden. Dit was ook al het geval in de perioden 1916 tot 1935 en 1941 tot 1972.
Verkozen worden in de Senaat vereist veel stemmen en dus veel geld en resources. Leden van de Senaat zijn daardoor van oudsher afkomstig uit de elite van de Filipijnse samenleving. Daarnaast is er de tendens dat populaire sporters en acteurs er zo nu en dan in slagen voldoende stemmen te behalen om in de Senaat te verkozen worden. Bekende acteurs die werden gekozen in de Filipijnse Senaat zijn onder meer Joseph Estrada (1987-1992) en Ramon Revilla jr. (2004-2016). Bekende sporters in de Senaat waren onder meer Freddie Webb (1992-1998) en Robert Jaworski (1998-2004)
Sinds 1987 worden er elke drie jaar verkiezingen voor de Senaat georganiseerd op de tweede maandag van mei. Dit zijn, in tegenstelling tot de verkiezingen voor het Filipijns Huis van Afgevaardigden, landelijke verkiezingen, waarbij elke stemgerechtigde een stem mag uitbrengen op maximaal twaalf kandidaten. De twaalf kandidaten met de meeste stemmen worden uiteindelijk in de Senaat gekozen met een termijn van zes jaar. Deze termijn begint om 12 uur 's middags op 30 juni. In de Filipijnse Grondwet is sinds 1987 vastgelegd dat een senator slechts twee aaneengesloten termijnen in de Senaat gekozen mag worden. Tevens zijn in de grondwet de minimale vereisten aan een kandidaat-senator vastgelegd. Men dient een geboren Filipijn te zijn en voorafgaand aan de verkiezingen minimaal twee jaar in de Filipijnen wonen. Bovendien moet men voor een geldig kandidatuur minimaal 35 jaar zijn op de dag van de verkiezingen, geregistreerd staan als stemmer en kunnen lezen en schrijven. Deze in de grondwet vastgelegde minimale vereisten mogen niet door het Filipijns Congres worden aangevuld, anders dan door een grondwetswijziging.
Een zetel is de Senaat kan tussentijds beschikbaar komen doordat de betreffende senator komt te overlijden, wordt afgezet of wordt gekozen in een hoger ambt zoals bijvoorbeeld  het presidentschap. Leden van de Filipijnse Senaat kunnen alleen worden afgezet, indien minimaal twee derde van de leden van de Senaat met deze maatregel instemmen. Dit is echter nog nooit voorgekomen. Wanneer een zetel beschikbaar komt bestaat de mogelijkheid om speciale verkiezingen uit te schrijven. De winnaar van dergelijke verkiezingen zit dan de oorspronkelijke termijn uit van zijn of haar voorganger. De laatste keer dat dit voorkwam was door de benoeming van senator Teofisto Guingona tot vicepresident nadat Gloria Macapagal-Arroyo president Joseph Estrada opvolgde in 2001. Omdat Guingona's zetel kort voor de verkiezingen van 2001 vrijkwam, besloot de Filipijnse kiescommissie COMELEC dat de kandidaat die als dertiende eindigde de termijn van Guingona tot juni 2004 mocht afmaken. Dit bleek Gregorio Honasan te zijn.
Bij de laatste senaatsverkiezingen in 2022 zijn vier senatoren herkozen. Van de overige acht gekozen senatoren beginnen er drie aan hun allereerste termijn in de Senaat. Vijf nieuw gekozen senatoren werden reeds eerder in hun carrière gekozen tot senator. Bij de eerstvolgende Senaatsverkiezingen in 2025 loopt van vijf senatoren hun tweede opeenvolgende termijn af. De overige acht senatoren kunnen zich bij die verkiezingen wel herkiesbaar stellen.
De tabel hieronder geeft de huidige samenstelling van de Senaat na de verkiezingen van 2022.
|        | Senator                | Partij        | Termijn(en) | Termijn(en) | Termijn(en) |
| Aantal | Senator                | Partij        | Start       | Einde       |             |
| ------ | ---------------------- | ------------- | ----------- | ----------- | ----------- |
|        | Sonny Angara           | LDP           | 2           | 2013        | 2025        |
|        | Nancy Binay            | UNA           | 2           | 2013        | 2025        |
|        | Alan Peter Cayetano    | onafhankelijk | 1           | 2022        | 2028        |
|        | Pia Cayetano           | onafhankelijk | 1           | 2019        | 2025        |
|        | Joseph Victor Ejercito | NPC           | 1           | 2022        | 2028        |
|        | Francis Escudero       | NPC           | 1           | 2022        | 2028        |
|        | Jinggoy Estrada        | PMP           | 1           | 2022        | 2028        |
|        | Sherwin Gatchalian     | NPC           | 1           | 2022        | 2028        |
|        | Bong Go                | PDP–Laban     | 1           | 2019        | 2025        |
|        | Risa Hontiveros        | Akbayan       | 2           | 2016        | 2028        |
|        | Lito Lapid             | NPC           | 1           | 2019        | 2025        |
|        | Loren Legarda          | NPC           | 1           | 2022        | 2028        |
|        | Imee Marcos            | PFP           | 1           | 2019        | 2025        |
|        | Ramon Revilla jr.      | PDP–Laban     | 1           | 2019        | 2025        |
|        | Grace Poe              | onafhankelijk | 2           | 2013        | 2025        |
|        | Aquilino Pimentel III  | PDP-Laban     | 2           | 2013        | 2025        |
|        | Ramon Revilla jr.      | Lakas-CMD     | 1           | 2019        | 2025        |
|        | Ronald dela Rosa       | PDP-Laban     | 1           | 2019        | 2025        |
|        | Francis Tolentino      | PDP-Laban     | 1           | 2019        | 2025        |
|        | Raffy Tulfo            | onafhankelijk | 1           | 2022        | 2028        |
|        | Joel Villanueva        | Liberal       | 2           | 2016        | 2028        |
|        | Cynthia Villar         | Nacionalista  | 2           | 2013        | 2025        |
|        | Mark Villar            | Nacionalista  | 1           | 2022        | 2028        |
|        | Juan Miguel Zubiri     | onafhankelijk | 2           | 2016        | 2028        |

## Procedures

### Wetsvoorstellen
De meeste wetgeving in de Filipijnen wordt geïnitieerd en voorbereid door de uitvoerende macht. Elk jaar presenteert de president van de Filipijnen in de jaarlijkse SONA de grote lijnen van zijn wetgevende agenda. Daarnaast komen ook maatschappelijke belangengroeperingen met ideeën en voorstellen voor nieuwe wetgeving. Het daadwerkelijk indienen van nieuwe wetsvoorstellen kan echter alleen door leden van het Filipijns Congres gedaan worden. Dit kan gebeuren door een of meerdere leden van het Filipijns Huis van Afgevaardigden of door een of meerdere leden van de Filipijnse Senaat. Ook komt het wel voor dat in beide kamers tegelijkertijd een identiek wetsvoorstel wordt ingediend. Dergelijke identieke wetsvoorstellen (companion bills) worden met name ingediend bij wetgeving waar veel belang aan wordt gehecht.

## Lijst van voorzitters van de Senaat
| - 1916-1935 Manuel Quezon - 1945-1946 Manuel Roxas - 1946-1949 Jose Avelino - 1949-1951 Mariano Cuenco - 1952-1952 Quintin Paredes - 1952-1952 Camilo Osias - 1952-1953 Eulogio Rodriguez - 1953-1953 Camilo Osias - 1953-1953 Jose Zulueta - 1953-1963 Eulogio Rodriguez - 1963-1965 Ferdinand Marcos - 1966-1967 Arturo Tolentino - 1967-1972 Gil J. Puyat - 1987-1992 Jovito R. Salonga - 1992-1993 Neptali A. Gonzales | - 1993-1995 Edgardo J. Angara - 1995-1996 Neptali A. Gonzales - 1996-1998 Ernesto M. Maceda - 1998-1998 Neptali A. Gonzales - 1998-1999 Marcelo B. Fernan - 1999-2000 Blas Ople - 2000-2000 Franklin Drilon - 2000-2001 Aquilino Pimentel jr. - 2001-2006 Franklin Drilon - 2006-2008 Manny Villar - 2008-2013 Juan Ponce Enrile - 2013-2016 Franklin Drilon - 2016-2018 Aquilino Pimentel III - 2018-2022 Vicente Sotto III - vanaf 2022 Juan Miguel Zubiri |

## Bekende senatoren
- Benigno Aquino jr., oppositieleider ten tijde van het regime van Ferdinand Marcos en echtgenoot van voormalig president Corazon Aquino;
- Benigno Aquino III, de huidige Filipijnse president;
- Joseph Estrada, voormalig Filipijns president;
- Gloria Macapagal-Arroyo, voormalig Filipijns president;
- Raul Manglapus, voormalig minister van buitenlandse zaken en voormalige presidentskandidaat;
- Ferdinand Marcos, voormalig Filipijns president;
- Arturo Tolentino, staatsman en voormalig Filipijns vicepresident;
- Miriam Defensor Santiago, voormalig presidentskandidaat.